# Romanzo radicale
Romanzo radicale è un film del 2022 diretto da Mimmo Calopresti.

## Trama
Il film racconta la vita e le battaglie di Marco Pannella, fondatore della Lista Bonino Pannella, oltre che noto giornalista nonché attivista, che  dagli anni 1980 fino alla scomparsa fu il più grande promotore di referendum in Italia, nonché autore di moltissimi sciopero della fame e numerose azioni di protesta, alle quali conseguirono, dal 1995 in poi, una lunga serie di processi. Le sue idee riguardavano principalmente il socialismo liberale, l'antiproibizionismo, il pacifismo e il libertarismo.